# Goniothrips denticornis
Goniothrips denticornis är en insektsart som beskrevs av Ian A. Hood 1927. Goniothrips denticornis ingår i släktet Goniothrips och familjen rörtripsar. Inga underarter finns listade i Catalogue of Life.